# Karol Kniaziewicz
Karol Otto Kniaziewicz, nom francisé en Charles Kniaziewicz, né le 4 mai 1762 à Assiten (actuelle Lettonie) et mort le 9 mai 1842 à Paris, est un général et homme politique polonais, vétéran des guerres pour l'indépendance de la Pologne. Il participa à l'insurrection polonaise de 1794 contre les Russes et rejoignit les armées françaises de la Révolution et de l'Empire où il se distingua notamment à Hohenlinden, Moskova et Berezina. Il représenta à Paris le gouvernement insurrectionnel polonais (1830-1831). Icône de la "Grande émigration" polonaise en France, il est héros de la Pologne et de la France et son nom est gravé sous l'Arc de Triomphe de la Grande Armée.

## Biographie

### Origines familiales et formation
Karol Otto Kniaziewicz est issu d’une famille de propriétaires fonciers appauvris du duché de Courlande, qui à l'époque de sa naissance, fait partie de la république des Deux Nations (Pologne et Lituanie).
Il fait ses études à l'École des cadets de Varsovie, fondée par le dernier roi de Pologne, Stanislas II Auguste (1764-1795).

### Officier de l'armée polonaise (1792-1796)
Au début de la guerre russo-polonaise de 1792, il est lieutenant du 5e Régiment de fusiliers et va atteindre le grade de commandant. Il se distingue notamment lors de la bataille de Dubienka, où il protège la retraite des troupes de Tadeusz Kościuszko. 
Sa carrière militaire prend un tournant décisif en 1794, pendant l’insurrection de Kościuszko. Membre de l'état major du général Zajączek, il se distingue pendant la défense de Varsovie et participe à la sanglante bataille de Maciejowice (10 octobre 1794) où il commande l’aile gauche des troupes polonaises. Il est alors fait prisonnier ainsi que Kościuszko.
À la suite de cette défaite, la Pologne subit son troisième et dernier partage (1795), qui la fait disparaître en tant qu'État, son territoire étant totalement réparti entre la Russie, la Prusse et l'Autriche. 
Kniaziewicz est libéré au bout de deux ans à Kiev, le 17 novembre 1796, après la mort de la tsarine Catherine II.

### Officier desLégions polonaises(1797-1801)
Un certain nombre des ex-insurgés comptent alors sur l'alliance de la France révolutionnaire, qui a les mêmes ennemis qu'eux.
Kniaziewicz les rejoint et participe avec le général Dombrowski à la création des Légions polonaises, sous l'égide de l'armée d'Italie commandée par Napoléon Bonaparte. 
Chef de la Première Légion polonaise, Kniaziewicz participe à la libération du Latium. Le 3 mai 1798, il entre à Rome et combat les ennemis de la République romaine et l’invasion napolitaine (batailles de Magliano, Otricoli, Civitacastellana, Calvi, Ferentino, Frosinone et Terracina). 
.

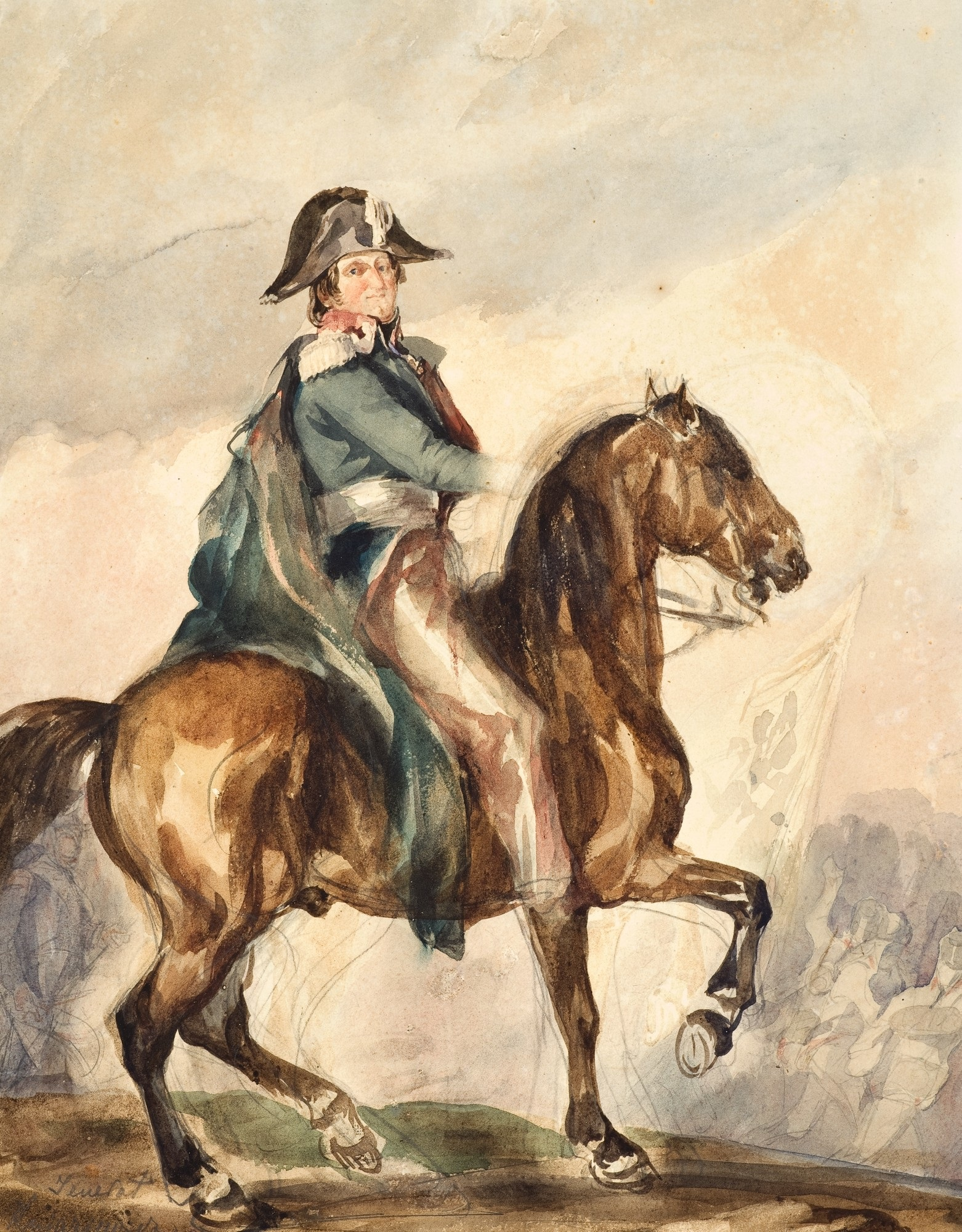
Portrait du général Kniaziewicz par Piotr Michałowski

Après la prise de la forteresse de Gaète le 30 décembre 1798, le général Championnet le nomme général de brigade et lui accorde l’honneur de participer à la mission dite « des étendards », qui, le 6 mars 1799, dépose devant le Directoire à Paris plus de trente bannières et étendards militaires pris à l’armée du royaume des Deux-Siciles de Ferdinand IV. 
Kniaziewicz ne retourne pas ensuite en Italie, car la déclaration de guerre de l'Autriche et de la Russie (dans le cadre de la Deuxième coalition) amène le Directoire à approuver la création, le 8 septembre 1799, d’une nouvelle formation polonaise, la Légion du Danube, dont il reçoit commandement. Elle vient renforcer l'armée du Rhin où elle combat aux côtés des troupes du général Moreau contre les Autrichiens et les Bavarois. En 1800, elle compte plus de 5 000 fantassins et 950 cavaliers. Elle prend part à la campagne de Francfort (été 1800) et se distingue à la bataille de Hohenlinden (3 décembre 1800) où sa manœuvre sur l'aile de l'armée contribue à la victoire.
Mais la paix de Lunéville (9 février 1801) entre la France et l'Autriche met fin aux espoirs d'indépendance polonaise et sonne le glas des légions. Ayant réglé le conflit avec l'Autriche, le Premier Consul engage en effet une politique de rapprochement avec la Russie, qui aboutira à la paix d'Amiens en 1802. 
Kościuszko est le premier à renoncer à toute coopération avec Bonaparte à la suite de la paix de Lunéville. De nombreux officiers polonais, dont Kniaziewicz, donnent aussi leur démission de façon éclatante. 
Les soldats, surtout ceux de la légion du Danube, désertent massivement. 
Kniaziewicz rentre en Volhynie (province annexée par la Russie), où le prince Eustachy Sanguszko lui confie la gestion de sa propriété de Zielence. Il épouse Maria née Morsztyn, mais elle meurt deux ans plus tard, en lui laissant une fille issue d'un premier mariage.

### La période du duché de Varsovie (1807-1815)
Au cours de la campagne de 1806-1807 (guerre de la quatrième coalition), Napoléon écrase la Prusse et bat la Russie. Durant les négociations de paix de Tilsit (juillet 1807), il obtient l’accord du tsar Alexandre Ier pour la création d’un nouvel État polonais, sous tutelle française, sur des territoires annexés par la Prusse en 1793 et 1795 : le duché de Varsovie. De nombreux officiers polonais qui ont participé à la campagne entrent ensuite dans l'armée du duché.
C'est seulement en 1812, alors que Napoléon prépare la campagne de Russie, que Karol Kniaziewicz se décide à faire de même. Avec le grade de général de division obtenu le 25 mai 1812, il participe aux batailles de Smolensk (16-17 août), de Borodino (7 septembre), de Winkowo (18 octobre) et de la Berezina (26-29 novembre), où il prend brièvement le commandement du Corps polonais après le général Zajączek et le général Dombrowski, mais il est lui-même blessé gravement.
Après le désastre de la retraite de Russie, il donne de nouveau sa démission en 1813 en protestant contre la politique de Napoléon à l'égard de la Pologne. Venu en Galicie, il est interné par les Autrichiens, alors que l'armée russe occupe le duché de Varsovie.
En 1814, il est libéré et le tsar Alexandre 1er le nomme membre de la commission d'organisation de l'armée du duché, mais Kniaziewicz se heurte au grand-duc Constantin, et faute de garanties sur le destin du duché, il démissionne en novembre 1814.

### La période du royaume de Pologne (1815-1830)
En 1815, au congrès de Vienne, le duché de Varsovie est attribué au tsar, qui devient « roi de Pologne ». Mais, contrairement à beaucoup d'officiers polonais de la Grande Armée, dont le général Zajaczek, nommé vice-roi, Karol Kniaziewicz n'y occupe aucun emploi public.
En 1817, il s'installe même à Dresde, capitale du royaume de Saxe.

### L'insurrection de 1830-1831 et l'exil en France

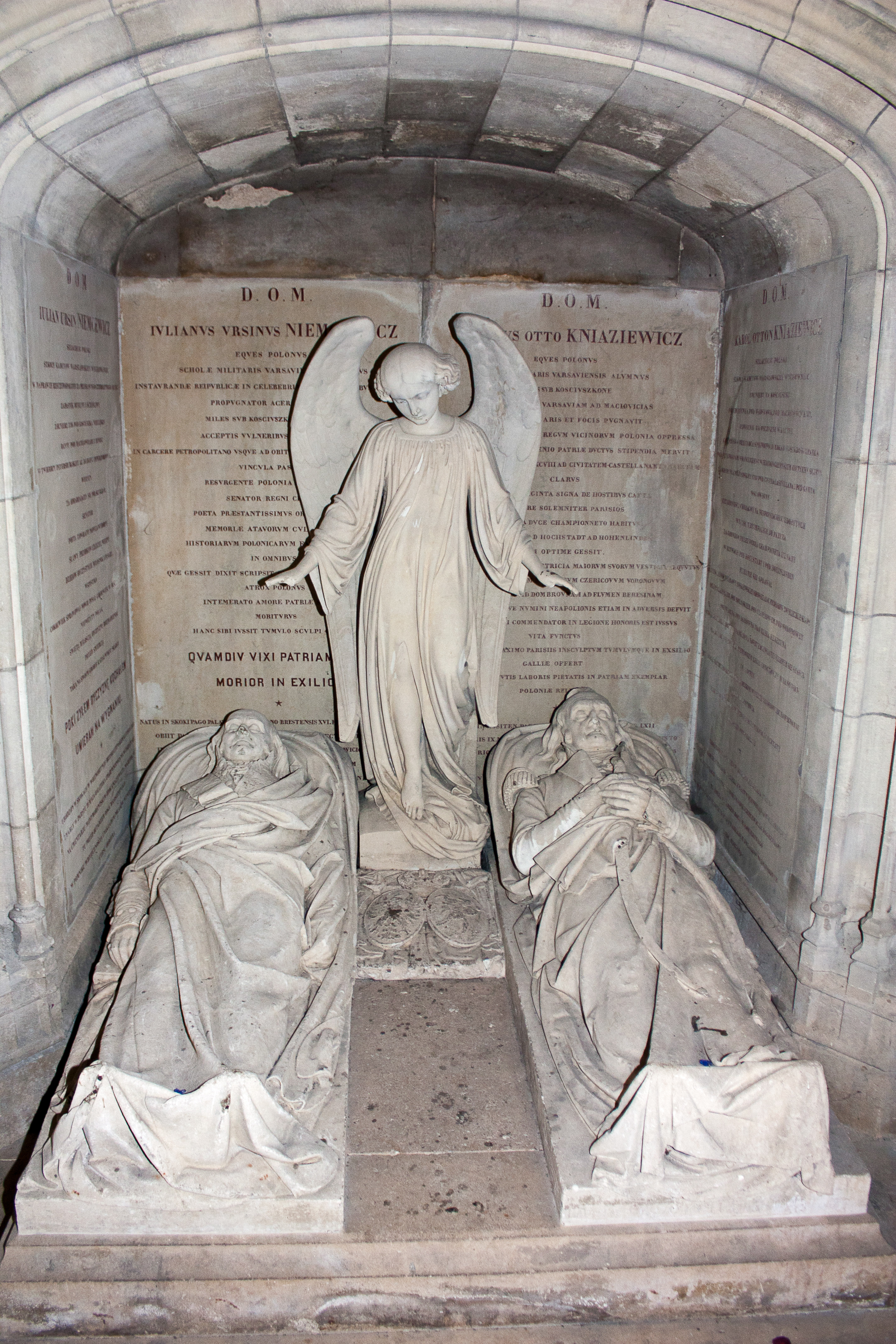
Cénotaphe de Karol Kniaziewicz Julian Niemcewicz à la Collégiale de Montmorency (œuvre de Władysław Oleszczynski)

Pendant l'insurrection du royaume de Pologne contre le tsar Nicolas 1er, Kniaziewicz est chargé de représenter le gouvernement national auprès du gouvernement français de Louis-Philippe. Il est à la tête de la mission polonaise à Paris, aux côtés de Louis Plater.
Après la défaite du soulèvement (septembre 1831), suivie d'une vague de répression, il reste à Paris, où il est rejoint par de très nombreux réfugiés polonais qui forment ce qu'on appelle la Grande Émigration. Il est alors très proche du prince Adam Czartoryski, président du gouvernement national de janvier à août 1831. Membre fondateur de la Société historique et littéraire polonaise et de la Bibliothèque polonaise de Paris, Karol Kniaziewicz est une figure marquante de la Grande Émigration à Paris, unanimement respecté et honoré.
Il se fixe à Montmorency, où il acquiert une belle maison en lisière de la forêt et initie ainsi les villégiatures du printemps et de l’été dans cette ville. C'est là que lui vient sa seconde vocation, la peinture. De sa demeure, il jouit d’une vue pittoresque sur la vallée. En 1834, son ami Julien-Ursin Niemcewicz, écrivain, journaliste et homme politique, ami de Kościuszko et de Czartoryski vient le rejoindre. Delphine Potocka y reçoit dans son salon de nombreux artistes, Berlioz, Krasiński, Słowacki, Mickiewicz et Chopin, qui fait au moins deux séjours à Montmorency (1835 et 1837).
Après sa mort en 1842, Kniaziewicz aurait dû être inhumé dans la collégiale Saint-Martin de Montmorency. Mais les pouvoirs publics français s'y opposent, comme pour Julien-Ursin Niemcewicz, mort quelques mois auparavant. Les tombeaux et gisants des deux combattants polonais dans cette église sont des cénotaphes, les vraies tombes se trouvant au cimetière des Champeaux de Montmorency, devenu par la suite une véritable nécropole polonaise en France.

## Hommages
Le nom de Karol Kniaziewicz est gravé sous l'arc de triomphe de l'Étoile, à Paris.